# 平村 (埼玉県)
平村（たいらむら）は、埼玉県の中西部、比企郡に属していた村。

## 地理
- 河川：都幾川、氷川

## 歴史
- 1889年（明治22年）4月1日 町村制施行により、西平村、雲河原村が合併し比企郡平村が成立する。
- 1955年（昭和30年）2月11日 比企郡明覚村、秩父郡大椚村と合併し、比企郡都幾川村となる。